# Днепр (команда КВН)
«Днепр» (ранее — «Сборная Днепропетровска») — команда КВН и Лиги смеха, представляющая город Днепропетровск (Украина).
Вице-чемпион Высшей Лиги КВН 2013 года, обладатель Малого КиВиНа в Темном на фестивале «Голосящий КиВиН» в Юрмале (2012, 2013). Обладатель Зимнего кубка Лиги смеха (2019).

## История
Команда участвовала в сезоне Премьер-лиги КВН 2008, но заняла последнее шестое место на этапе 1/8 финала.
Дебютировала в Высшей Лиге КВН в 2010 году на фестивале «КиВиН-2010» в Сочи, по итогам которого была отобрана для участия в сезоне 2010 года. В своем дебютном сезоне команда дошла до полуфинала, где обыграла команду «Кефир», но уступила командам «25-я» и «Триод и Диод». В следующем сезоне команда выступила неудачно, вылетев уже на стадии 1/8 финала. Вылет на первой стадии повторился и в 2012 году, но решением жюри команда была добрана в четвертьфинал. Однако в полуфинал команда пробиться не сумела.
Сезон 2013 года стал самым удачным для команды в Высшей Лиге: успешно преодолев 1/8 финала и четвертьфинал, сборная уступила в полуфинале, но получила право на участие в утешительном полуфинале в рамках Спецпроекта «КВНу − 52». Александр Масляков разрешил членам жюри добрать в финал ещё одну команду, и Константин Эрнст пригласил в финал именно «Днепр». Таким образом, впервые с 1997 года в финале Высшей лиги сыграла украинская команда (если не считать выступление команды ХАИ в финале Турнира Десяти 2000). Поделив в финале второе место со «Сборной Камызякского края по КВНу», команда стала вице-чемпионом Высшей Лиги 2013, по окончании которой объявила, что этот сезон — последний для неё в Высшей Лиге КВН. Последнюю игру в телевизионном КВН сыграла на юрмальском фестивале Голосящий КиВиН в 2014 году.
С 2015 года принимают участие в Лиге смеха. В первое время выступали только как гости. В 2015 году дебютировали как полноправный участник в Зимнем кубке. В 2016 дебютировали в Летнем кубке, дошли до баттла, но уступили там коллективу «VIP Тернополь».
2019 года стал самым удачным для «Днепра» в Лиге смеха — команда впервые выиграла Зимний кубок.

## Стиль
Стиль команды — динамичный текстовый юмор. Главным козырем «Сборной Днепропетровска» является серия миниатюр «Игорь и Лена…», в которых обыгрываются различные житейские ситуации между мужем (Игорь Ласточкин) и женой (Владимир Борисов). Также даёт о себе знать тот факт, что команда представляет Украину: часто предметом шуток становится политическая тема (например, «Президент Украины Виктор Янукович и Президент России…»).

## Состав команды
- Игорь Ласточкин — капитан команды, автор, актёр
- Ефим Константиновский — автор, актёр
- Юрий Ткач — автор, актёр
- Анатолий Чулков — автор, актёр
- Владимир Борисов — автор, актёр
- Валерий Войцеховский — автор, актёр
- Юрий Карагодин — автор, актёр, конферансье
- Алёна Антонова — бывшая участница, одна из создателей команды
- Станислав Радзимовский — звукорежиссёр
- Андрей Пределин — бывший участник, актёр

## После КВН
- Игорь Ласточкин — актёр, шоумен и тренер команд в шоу «Лига Смеха». Бывший участник шоу «Однажды в России» (2014—2018) на телеканале ТНТ и «Вечерний квартал» студии «Квартал 95» (2019). Ведущий шоу «Рассмеши комика» (2016—2020).
- Юрий Ткач — актёр, шоумен и тренер команд в шоу «Лига Смеха». Актёр юмористического шоу «Вечерний квартал» студии «Квартал 95» с 2019 года.
- Андрей Пределин — бывший журналист телеканала «Москва 24», блогер и интервьюер. Ведущий интернет проекта «Предельник Шоу».
- Юрий Карагодин — автор юмористического шоу «Comedy Club» на телеканале ТНТ.